# Responsabilité limitée
La responsabilité limitée, ou risque limité, est un concept dans lequel les différentes personnes physiques participant à une personne morale voient leur responsabilité financière limitée à une certaine somme, le plus souvent le montant de leurs investissements respectifs dans cette personne morale.
On l'oppose à la responsabilité illimitée.
Dans les pays de common law, la responsabilité limitée des actionnaires provient de l'arrêt Salomon v A Salomon & Co.. Cette décision unanime de la Chambre des lords a eu pour effet de fermement affirmer la doctrine de la personnalité morale distincte de la société, telle qu'énoncée dans la Companies Act 1862, de sorte que les créanciers d'une société insolvable ne peuvent poursuivre les actionnaires de la société pour le paiement de dettes impayées,.
Ce concept de responsabilité limitée est à la base de plusieurs formes de personnes morales existant dans le droit des affaires de différents pays :
| Pays                                                   | Forme                                                | Abréviation |
| ------------------------------------------------------ | ---------------------------------------------------- | ----------- |
| France, Suisse, Luxembourg, Afrique francophone, Liban | Société à responsabilité limitée                     | SARL        |
| France                                                 | Exploitation agricole à responsabilité limitée       | EARL        |
| France                                                 | Entreprise unipersonnelle à responsabilité limitée   | EURL        |
| France                                                 | Entreprise Individuelle à Responsabilité Limitée     | EIRL        |
| Allemagne, Autriche                                    | Gesellschaft mit beschränkter Haftung                | GmbH        |
| Royaume-Uni, Canada, Irlande                           | Private Limited Company                              | Ltd.        |
| Australie                                              | Proprietary Limited Company                          | Pty.        |
| Belgique                                               | Société à responsabilité limitée                     | SRL         |
| Belgique                                               | Besloten Vennootschap met Beperkte Aansprakelijkheid | BVBA        |
| Brésil                                                 | Sociedade Limitada                                   | Ltda.       |
| États-Unis                                             | Limited Liability Company                            | LLC         |
| Italie                                                 | Società a Responsabiltà Limitata                     | SRL         |
| Hongrie                                                | Korlátolt Felelősségű Társaság                       | KFT         |
| Pays-Bas                                               | besloten vennootschap                                | bv          |
| Pologne                                                | Spółka z Ograniczoną Odpowiedzialnością              | Sp. z o.o   |
| Russie                                                 | Общество с Ограниченной Ответственностью             | ООО         |
| Slovaquie                                              | Spoločnosť s ručením obmedzeným                      | s. r. o.    |

## Histoire et importance de la «responsabilité limitée» pour les sociétés par actions
Les sociétés par actions ou parts sociales sont les supports juridiques de la plupart des entreprises qui elles n'ont pas de réalité juridique et donc ne sont pas sujet de droit. Elles sont de fait propriétés des actionnaires ou porteurs de parts : Ils décident, perçoivent des revenus et peuvent revendre ce patrimoine.
Les deux caractéristiques juridiques, « responsabilité limitée » et le fait que l'entreprise ne soit pas sujet de droit quant à la propriété, sont d'une importance déterminante pour le développement du capitalisme contemporain.
Le concept de « responsabilité limitée » et sa mise en œuvre dans les lois au XIXe siècle (ex : en France, lois du 23 mai 1863 puis du 24 juillet 1867 ; en Angleterre lois de 1856 à 1862 sur les Joint-Stock Company limited) compte, d'après Y. N. Harari dans son célèbre ouvrage SAPIENS, « parmi les inventions les plus ingénieuses de l’humanité » : « Peugeot est une création de notre imagination collective. Les juristes parlent de « fiction de droit ». Peugeot appartient à un genre particulier de fictions juridiques, celle des « sociétés anonymes à responsabilité limitée ». L’idée qui se trouve derrière ces compagnies compte parmi les inventions les plus ingénieuses de l’humanité ». Harari en explique les avantages : « Si une voiture tombait en panne, l’acheteur pouvait poursuivre Peugeot, mais pas Armand Peugeot. Si la société empruntait des millions avant de faire faillite, Armand Peugeot ne devait pas le moindre franc à ses créanciers. Après tout, le prêt avait été accordé à Peugeot, la société, non pas à Armand Peugeot, l’Homosapiens actionnaire ! ».
Cette explication montre que la « responsabilité limitée » est en fait non pas une limitation des risques mais un véritable transfert de responsabilité et des risques de l'actionnaire à la société-entreprise, à son collectif de salariés, responsabilité pénale et économique. Toutefois ce transfert ne s'accompagne pas en retour d'un transfert de propriété du fait de la non-réalité juridique de l'entreprise : quel que soit le montant investi par l'actionnaire il a toujours le pouvoir et est propriétaire de fait (de par sa possession des actions) de tous les moyens de production (locaux, machines, moyens informatiques, etc.), y compris de ceux acquis grâce aux « millions » empruntés : c'est l'entreprise, qui acquiert en empruntant, qui rembourse, et qui entretient à ses frais les moyens de production en plus, bien entendu, de payer les salaires, charges et taxes.
Grâce à cette « responsabilité limitée » conjuguée avec la non-réalité juridique de l'entreprise, plusieurs procédés permettent aux actionnaires d'accroître les moyens de production qu'ils contrôlent en minimisant au maximum leur mise (le capital social) : investissement par effet de levier, achat à effet de levier, rachat d'actions. Il est donc très compréhensible que les actionnaires recourent à ces procédés plutôt que d’émettre des actions supplémentaires, provoquant l'arrivée d'autres actionnaires avec qui certes les risques sont partagés, mais également le pouvoir et la propriété. Si l'entreprise était, comme une association loi de 1901, sujet de droit, la « responsabilité limitée » serait remplacée par les « responsabilités et propriétés partagées » entre actionnaires et le collectif de travail de l'entreprise, chacun selon sa contribution. Les procédés « à effet de levier » et autres au profit de certains ne seraient plus et beaucoup d'autres s'en réjouiraient.